# Juan José Benítez López
Juan José Benítez López (Pamplona, 7 de setembre del 1946) és un periodista i escriptor navarrès, conegut per la seva sèrie Caballo de Troya.
El 1962, va ingressar a la Universitat de Navarra per fer la carrera de periodisme i en va aconseguir la llicenciatura el 1965. Va començar a treballar per al periòdic La Verdad de Múrcia al gener del 1966 i després va passar al Heraldo de Aragón. Va ser periodista en diversos diaris regionals de l'Estat espanyol, com els esmentats i La Gaceta del Norte.
Ha centrat la seva literatura al fenomen ovni, a la vida després de la mort i a la història de Jesús de Natzaret.